# Jhon Alexander Palacios Santos
Jhon Alexander Palacios Santos (Apartadó, Antioquia, Colombia; 2 de octubre de 1999) es un futbolista colombiano. Juega como defensa central y actualmente milita en el Independiente Medellín de la Categoría Primera A colombiana.

## Clubes
| Club                   | País     | Año           |
| ---------------------- | -------- | ------------- |
| Leones F. C.           | Colombia | 2019 - 2021   |
| América de Cali        | Colombia | 2021          |
| Deportivo Pereira      | Colombia | 2022          |
| Independiente Medellín | Colombia | 2023-presente |

## Palmarés

### Torneos nacionales
| Título              | Club              | País     | Año  |
| ------------------- | ----------------- | -------- | ---- |
| Torneo Finalización | Deportivo Pereira | Colombia | 2022 |